# Cairo (Illinois)
Cairo je grad u američkoj saveznoj državi Ilinois. Prema popisu stanovništva iz 2010. u njemu je živjelo 2.831 stanovnika.